# Lyckliga vi
Lyckliga vi är en svensk film från 1980 i regi av Tuncel Kurtiz och med manus av Kurtiz och Nuri Sezer.
Inspelningen ägde rum i Stockholm och premiärvisades den 23 juni 1980 i samma stad. Filmen handlar om en filmregissör kommer till Stockholm och påstår att han är en mycket berömd filmskapare.

### Fotnoter
1. 1 2  ”Lyckliga vi”. Svensk Filmdatabas. http://sfi.se/sv/svensk-filmdatabas/Item/?itemid=7712&type=MOVIE&iv=Basic&ref=/templates/SwedishFilmSearchResult.aspx?id%3d1225%26epslanguage%3dsv%26searchword%3dlyckliga+vi%26type%3dMovieTitle%26match%3dBegin%26page%3d1%26prom%3dFalse. Läst 13 maj 2013.